# Maki Kitahara
Maki Kitahara (japanisch 北原 槙 Kitahara Maki; * 7. Juli 2009 in der Präfektur Tokio) ist ein japanischer Fußballspieler.

## Karriere

### Verein
Maki Kitahara erlernte das Fußballspielen in der Jugendmannschaft des FC Tokyo. Die erste Mannschaft spielt in der ersten japanischen Liga, der J1 League. Sein Erstligadebüt als Jugendspieler gab Maki Kitahara am 1. März 2025 (4. Spieltag) im Auswärtsspiel gegen die Kashima Antlers. Bei der 2:0-Niederlage wurde er in der 83. Minute für Takahiro Kō eingewechselt.

### Nationalmannschaft
Maki Kitahara spielte 2024 sechsmal in der japanischen U15-Nationalmannschaft.